# Dourlers
Dourlers és un municipi francès, situat a la regió dels Alts de França, al departament del Nord. L'any 2006 tenia 550 habitants. Es troba a 100 km de Lilla, Brussel·les o Reims (Marne), a 45 km de Valenciennes, Mons (B) o Charleroi (B) i a 7 km d'Avesnes-sur-Helpe.

## Demografia
| 1962                                       | 1968 | 1975 | 1982 | 1990 | 1999 |
| ------------------------------------------ | ---- | ---- | ---- | ---- | ---- |
| 746                                        | 748  | 710  | 622  | 582  | 568  |
| Des de 1962: població sense dobles comptes |      |      |      |      |      |

## Administració
| Període | Identitat          | Partit |
| ------- | ------------------ | ------ |
| 2001-   | Fabrice Piotrowski |        |